# Red Dead
A Red Dead egy Rockstar Games által kiadott western videójáték-sorozat.

## A sorozat epizódjai
A sorozat a címét Red Harlow keresztnevének, aki az első epizód főszereplője, illetve a játékban először bemutatott Dead Eye-célzásmód elnevezésének ötvözéséből kapta.

### Red Dead Revolver
A sorozat első része Red Dead Revolver címen 2004-ben került kiadásra. A játék az 1880-as évek Vadnyugatán játszódik.

### Red Dead Redemption
A sorozat második részét Red Dead Redemption címen 2010-ben adta ki a Rockstar Games. Ez a rész már a XX. század elején játszódik, főszereplője John Marston, akinek a hangját adó Rob Wiethoff számtalan díjat nyert el a szerepért.

#### Undead Nightmare
A játék letölthető kiegészítője Undead Nightmare címen jelent meg ugyanez év őszén.

#### Game of the Year Edition
Egy évvel később a Rockstar Games kiadta a játék teljes változatának lemezét is. Ez magába foglalja az eredeti játékot, a sztorikiegészítőjével együtt, valamint az addig csakis letöltés által hozzáférhető tartalmakat.

#### Undead Nightmare Collection
Undead Nightmare Collection címen kiadásra került a játéknak csak a sztorikiegészítője, külön lemezen, melynek használatához nincsen szükség az eredeti játékra.

### Red Dead Redemption 2
A sorozat harmadik főjátéka 2018-ban jelent meg PlayStation 4 és Xbox One, illetve 2019-ben Google Stadia és Windows platformokra.

## Multiplayer
Már az első Redemption-epizódban is megjelent a többjátékos mód, de ott csupán, mint bónusz játékmód, nem mint külön cím.

### Red Dead Online
A készítő Grand Theft Auto-sorozatához hasonlóan, a többjátékos mód a legújabb résztől fogva külön címet kap, melyet Red Dead Online néven fejleszt a Rockstar Studios erre szakosodott része.